# فيثوبا
فيثوبا (بالإنجليزية: Vithoba)‏، و(بالسنسكريتية: Viṭhobā)‏، هو إله هندوسي يعبد في الغالب في ولاية ماهاراشترا وكارناتاكا الهندية. يُنظر إليه عمومًا على أنه مظهر من مظاهر الإله فيشنو، أو صورته الرمزية كريشنا. غالبًا ما يُصوَّر فيثوبا على أنه صبي صغير أسمر، وتُرافقه أحيانًا قرينته روكميني.